# Lolly
Anna Shantha Kumble(Sutton Coldfield, 27 de junho de 1977) mais conhecida como Lolly, é uma cantora, apresentadora e atriz britânica. Ela recebeu reconhecimento quando em 1999 lançou seu primeiro single "Viva La Radio", no qual recebeu grande notoriedade por toda a Europa. Lolly já lançou cinco singles e dois álbuns nos anos ativos. Depois de deixar a gravadora Polydor, ela começou começou a usar seu nome original e começou apresentar programas de TV para a BBC. Ela também trabalha para Nickelodeon. Ela também ingressou na carreira artística, atuando em West End Productions de Starlight Express no The Apollo Victoria Theatre e Priscilla Presley In Elvis no Prince of Wales Theatre.

## Vida pessoal
Anna Shantha Kumble tem um irmão chamado Paul e uma irmã chamada Jodie. Kuymble participou das escola The Shrubbery School, Highclare School e Plantsbrook School em Sutton Coldfield. Ela é graduada no London Studio Center e tem dois filhos.

## Discografia

### Álbuns
- 1999 - "My First Album"
- 2000 - "Pick 'n' Mix"

### Singles
- "Viva La Radio" (1999)
- "Mickey" (1999)
- "Big Boys Don't Cry" (1999)
- "Per Sempre Amore" (2000)
- "Girls Just Want to Have Fun" (2000)
- "Stay Young and Beautiful" (2018)

## Ligações Externas
- "Site oficial" da Lolly
- "Lolly" no Bubblegum Dancer